# مغری
مِغری (به ارمنی: Մեղրի) یک شهر در ارمنستان است که در استان سیونیک واقع شده‌است. در کیلومتری جنوب کاپان، مرکز استان سیونیک واقع شده‌است. مغری شهری مرزی است در استان سیونیک ارمنستان که بر مرز ایران و آگاراک قرار گرفته‌است.

## خصوصیات
مغری ۳ کیلومتر مربع مساحت و ۴٬۵۸۰ نفر جمعیت دارد و در ارتفاع متر بالاتر از سطح دریا قرار گرفته‌است.

## وجه تسمیه
نام این شهر را برگرفته از واژه مهر که در روزگار باستان نام ایزد آفتاب بوده دانسته‌اند.

## ریشه‌شناسی
```
نام این شهر را برگرفته از واژه 
مهر
 که در روزگار باستان نام ایزد آفتاب بوده دانسته‌اند.
```

## تاریخچه
داوود بیگ فرمانده جنگجویان ارمنی بود که با عثمانیها می‌جنگیدند. در اینجا در سال ۱۷۲۷، ۴۰۰ تن از افراد داوود بیگ توانستند ۵ روز تمام در برابر نیروی عثمانی که شمارشان چندین برابر بود و از غرب آمده بودند ایستادگی نمایند تا اینکه نیروی کمکی رسید. 

## جغرافیا و آب و هوا
مغری ۳ کیلومتر مربع مساحت و ۴٬۵۸۰ نفر جمعیت دارد و در ارتفاع متر بالاتر از سطح دریا قرار گرفته‌است. مغری گرمترین جای ارمنستان است و آب و هوایی خشک دارد ولی آب رودخانه مغری باعث سرسبزی شهر و پیرامونش شده‌است.

## اقتصاد
اقتصاد این شهر بر پایه تولید فراورده‌های خوراکی است. این شهر دارای تولیدات قوطی سازی، شراب سازی و نان‌پزی است. فعالیت اصلی صنعتی این سامان وجود کارخانه مس و مولیبدن زنگزور و کارخانه مس و مولیبدن آگاراک است.

## جاذبه‌های تاریخی
از اماکن دیدنی مغری، دژی به نام مغری‌بِرد است که بر سر تپه‌ای قرار گرفته‌است. این تنها دژ ارمنی بود که توسط نیروهای آزادی‌بخش ساخته شده بود. در سال ۱۷۲۷ چهارصد تن از افراد داویت بک به مدت ۵ روز در این دژ در برابر نیروهای عثمانی ایستادگی کردند تا اینکه نیروهای کمکی به آنها رسید.
در پایین دژ در منطقه «متس‌تاغ» یک کلیسای متعلق به سده ۱۷ به نام «مریم مقدس» قرار دارد که دیوارنگاشته‌های جالبی از سده ۱۹ میلادی دارد.
مغری یک مهمانسرای کهنه و می‌فروشی‌های بسیار دارد که راننده کامیونهای تشنه لب ودکای تو راهی شان را از آنها فراهم می‌کنند. راه پیوند مغری به بقیه ارمنستان از کاجاران بسوی شمال می‌گذرد که راه دشوارگذری است ولی هم‌اکنون شرکت‌های ایرانی با سرمایه ایران سرگرم ساخت یک تونل مهم در ارمنستان بنام تونل کاجاران هستند تا راه ترانزیت ایران به ارمنستان بهبود یابد. جاده کوهستانی مغری بلندترین نقطه در قفقاز است و ۲۵۳۵ متر بلندا دارد.
مغری میوه فروشیهای خوبی دارد و انجیر آن معروف است. بر روی تپه‌ای در شمال شرقی شهر دژی قرار دارد بنام دژ مغری بِرد که در سده ۱۰ میلادی ساخته شده و در اوایل سده ۱۸ بدست داوود بیگ بازسازی شد. 
این دژ تنها دژ در ارمنستان است که ویژه کاربرد تفنگ و اسلحه گرم طراحی شده‌است.
در مغری و پیرامون کلیساهای تاریخی و خانه‌های قدیمی چندی نیز وجود دارد.
از اماکن دیدنی مغری، دژی به نام مغری‌بِرد است که بر سر تپه‌ای قرار گرفته‌است. این تنها دژ ارمنی بود که توسط نیروهای آزادی‌بخش ساخته شده بود. در سال ۱۷۲۷ چهارصد تن از افراد داویت بک به مدت ۵ روز در این دژ در برابر نیروهای عثمانی ایستادگی کردند تا اینکه نیروهای کمکی به آنها رسید.
در پایین دژ در منطقه «متس‌تاغ» یک کلیسای متعلق به سده ۱۷ به نام «مریم مقدس» قرار دارد که دیوارنگاشته‌های جالبی از سده ۱۹ میلادی دارد.

## نگارخانه

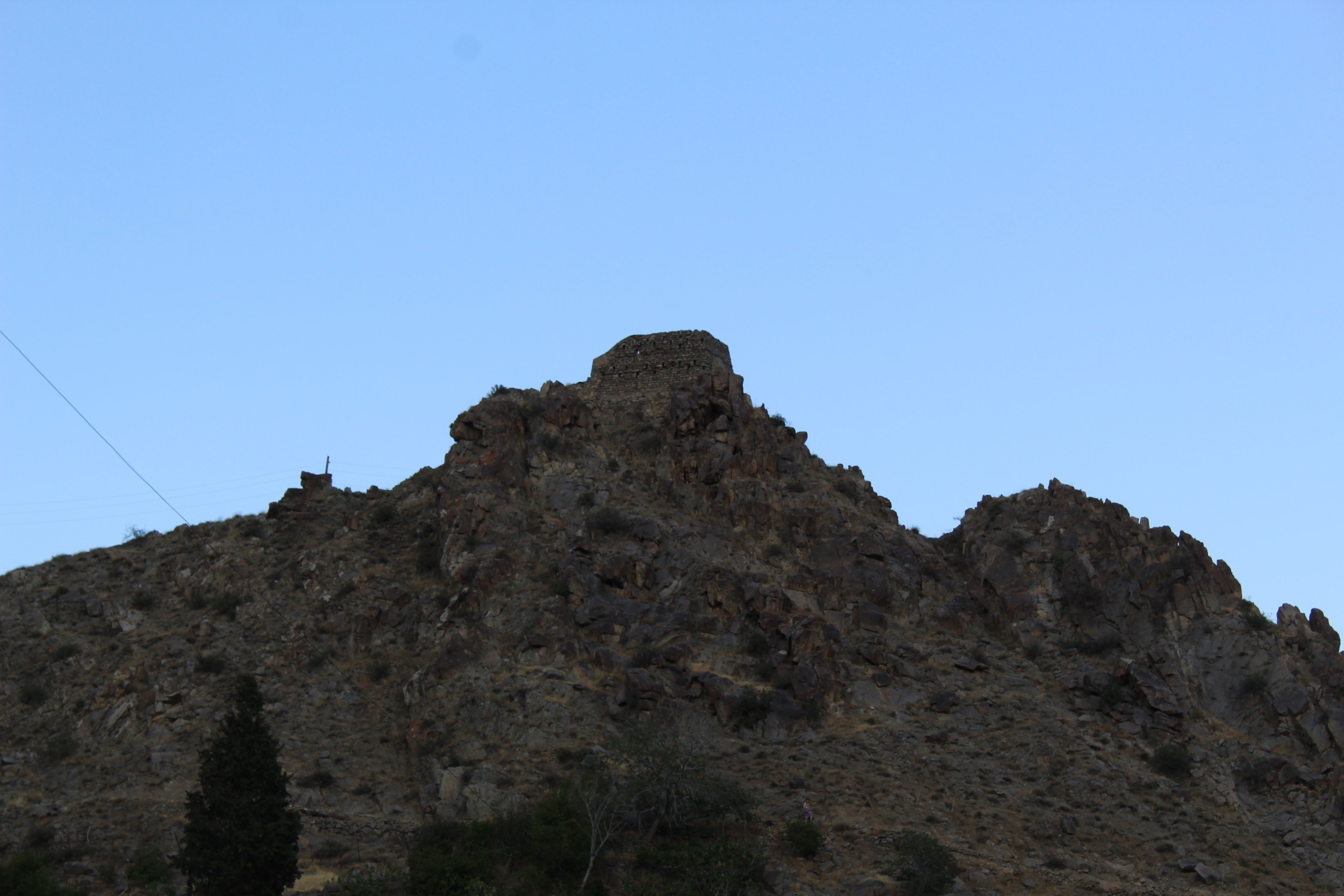
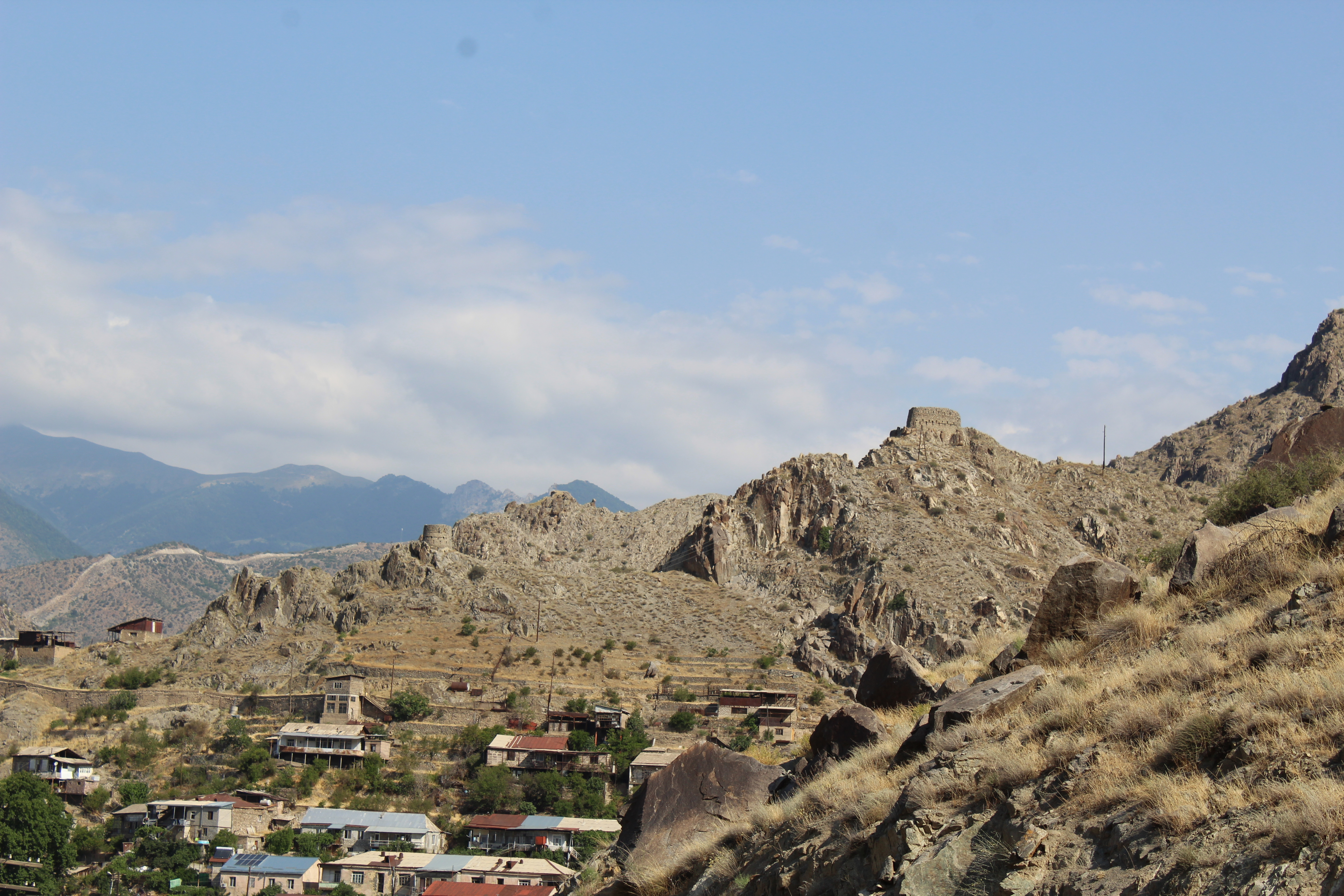
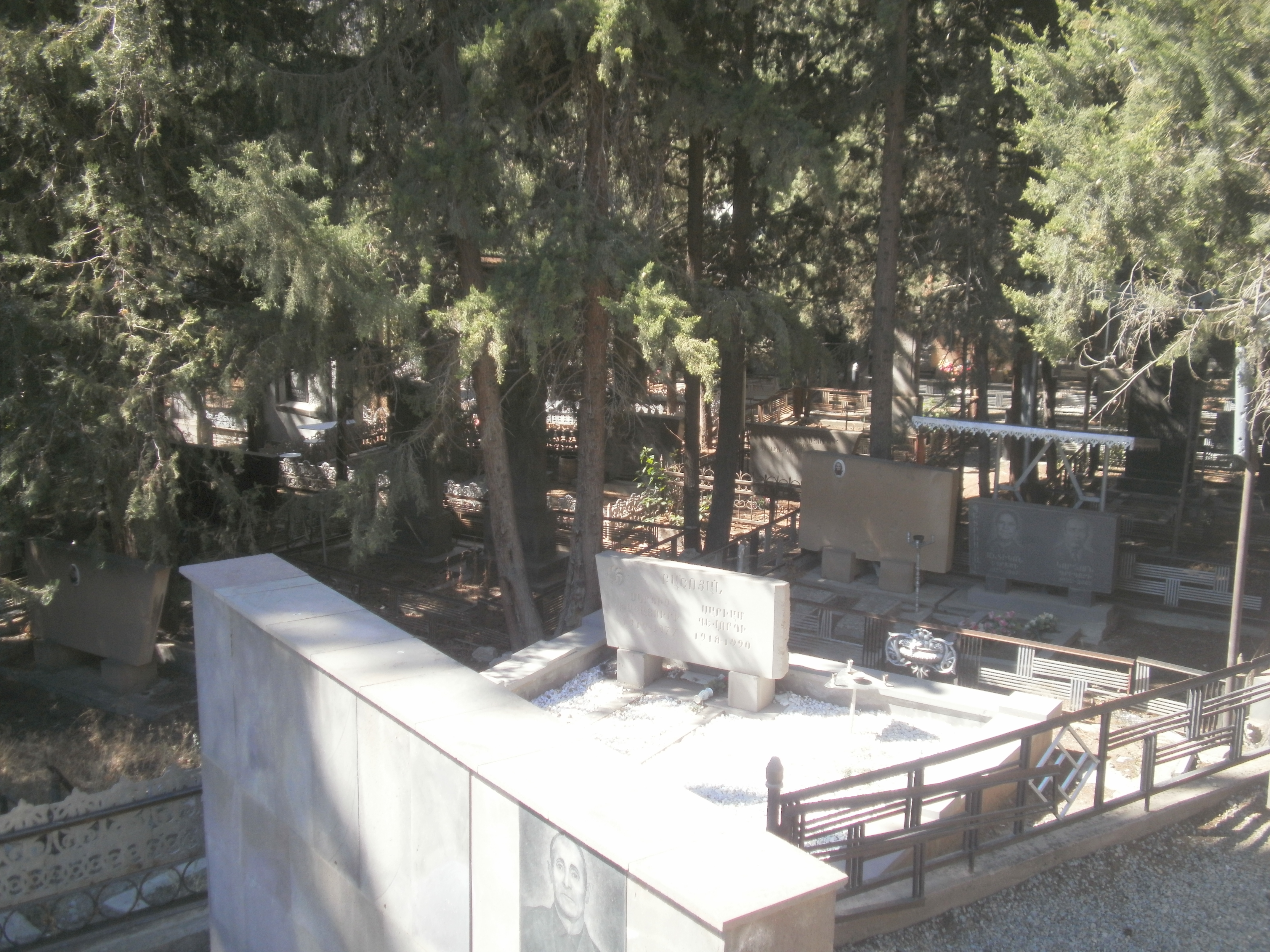
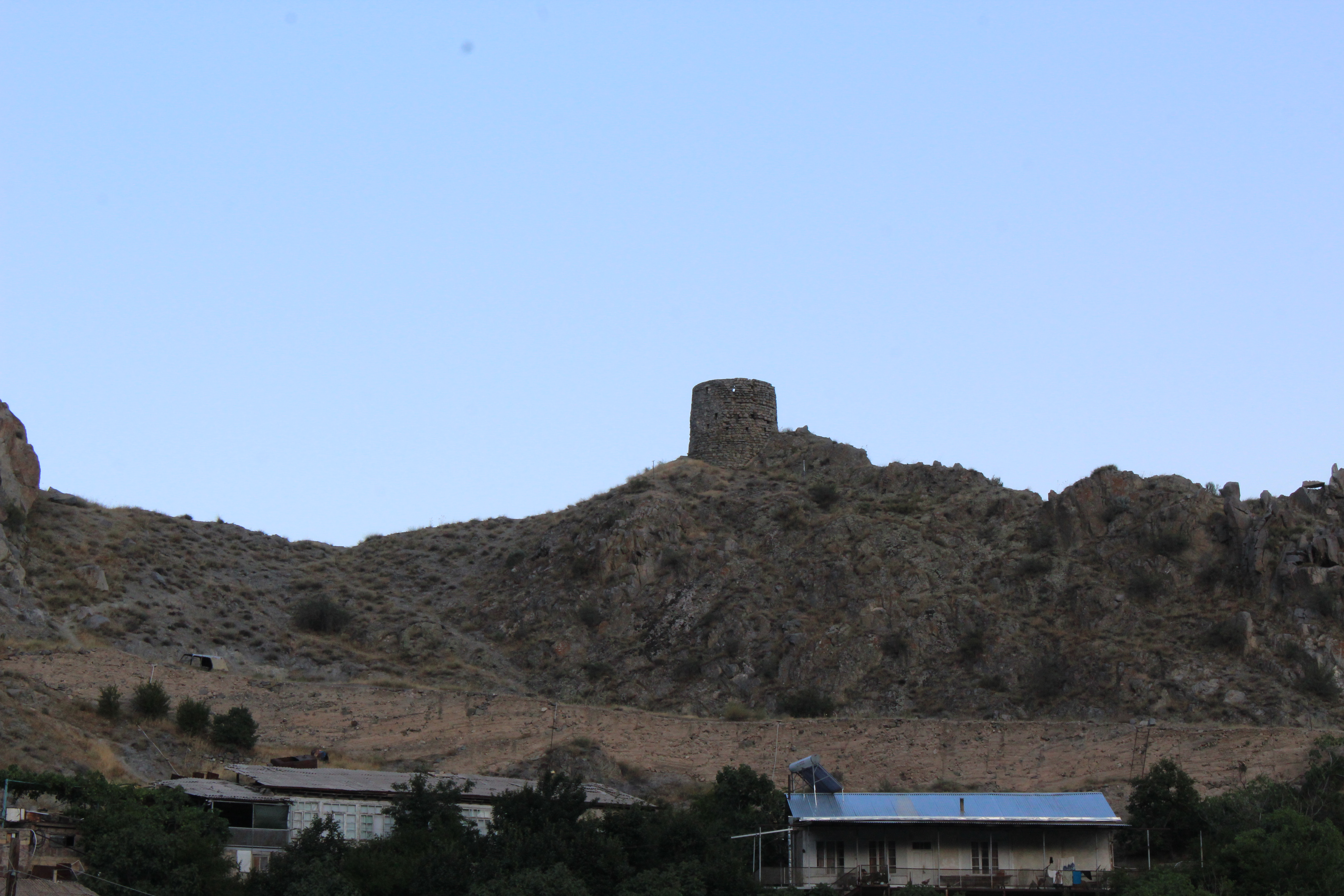
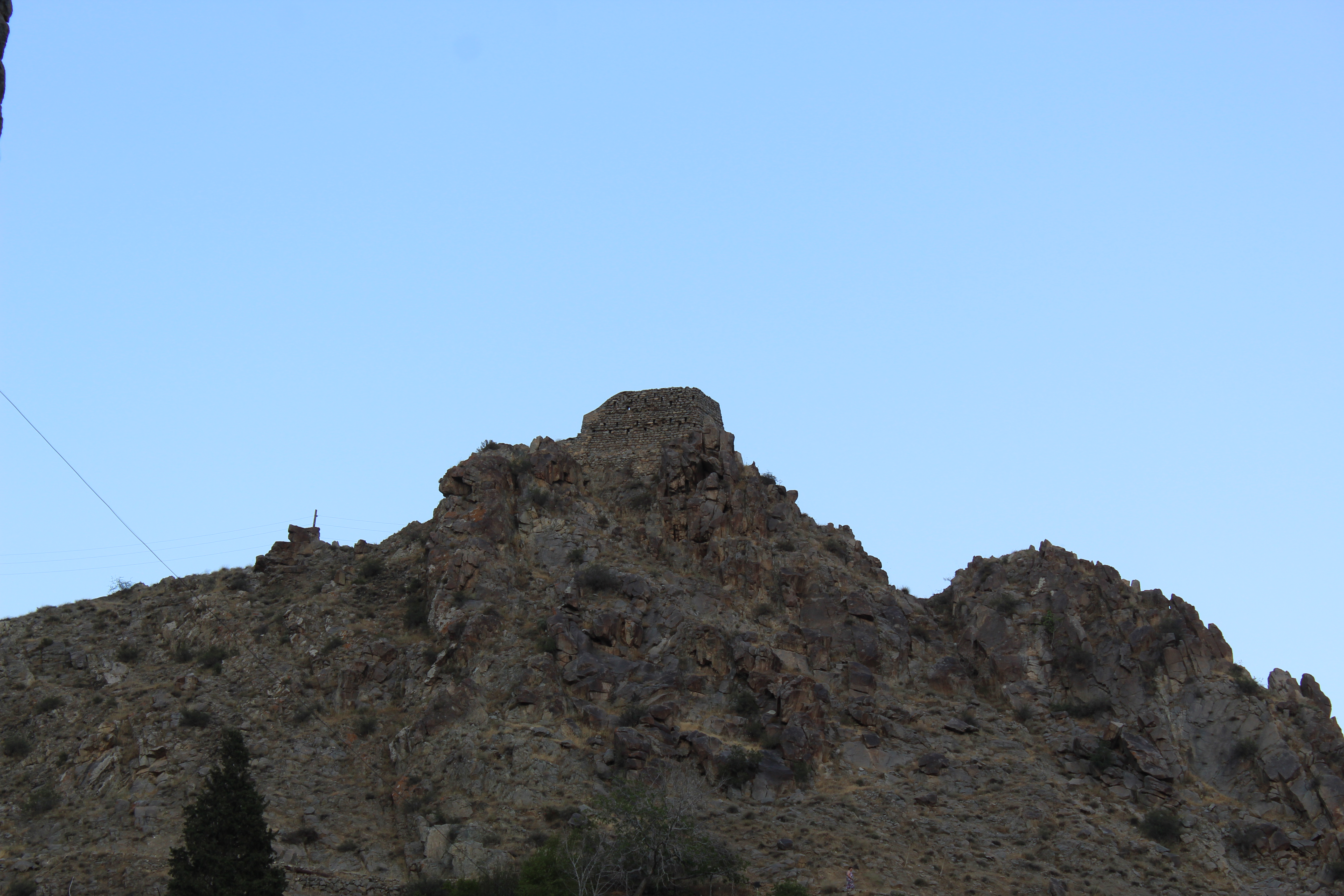
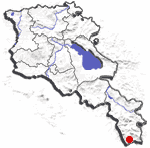
جای شهر مغری بر روی نقشه ارمنستان
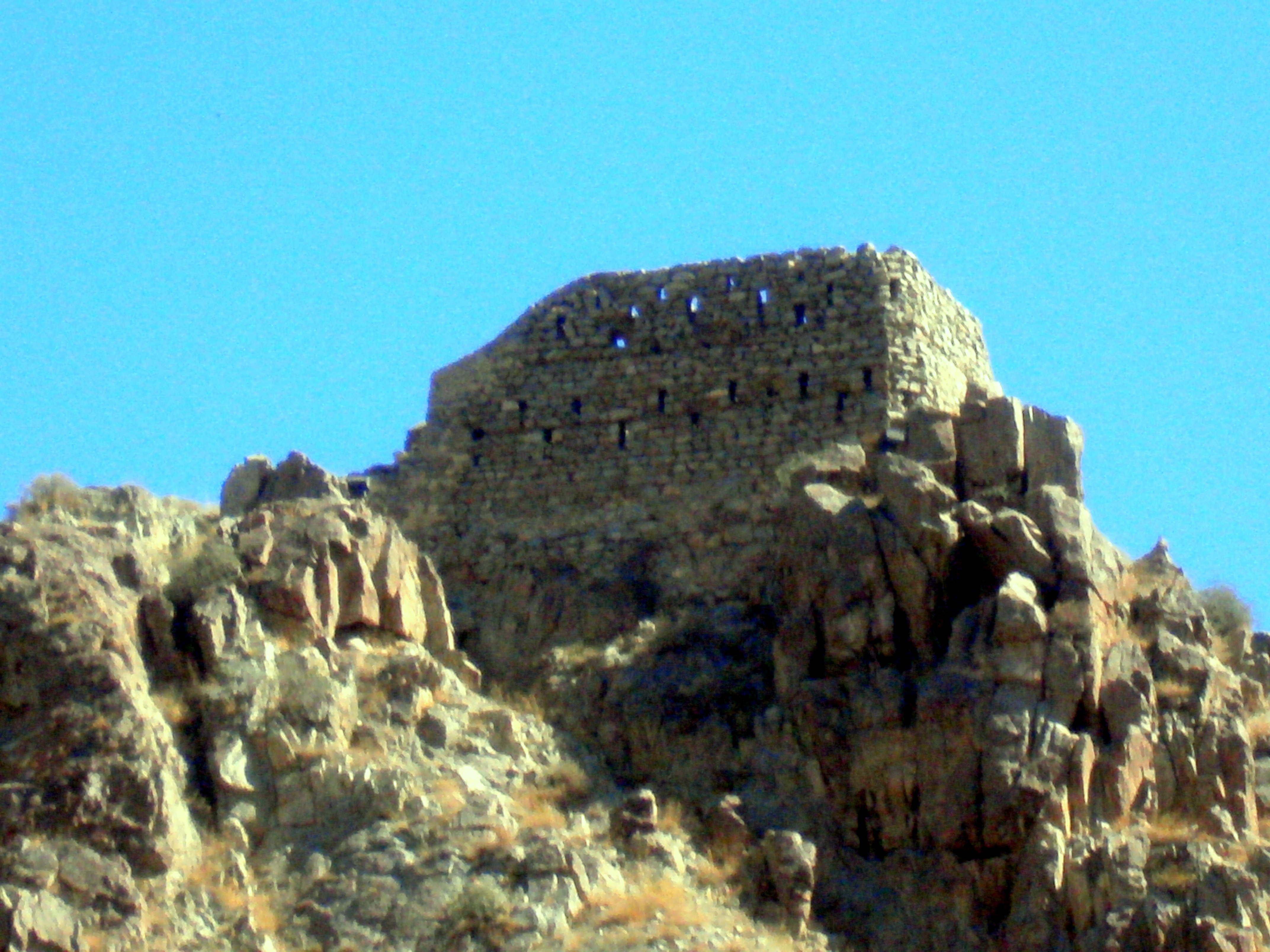
دژ مغری، سده ۱۱ میلادی
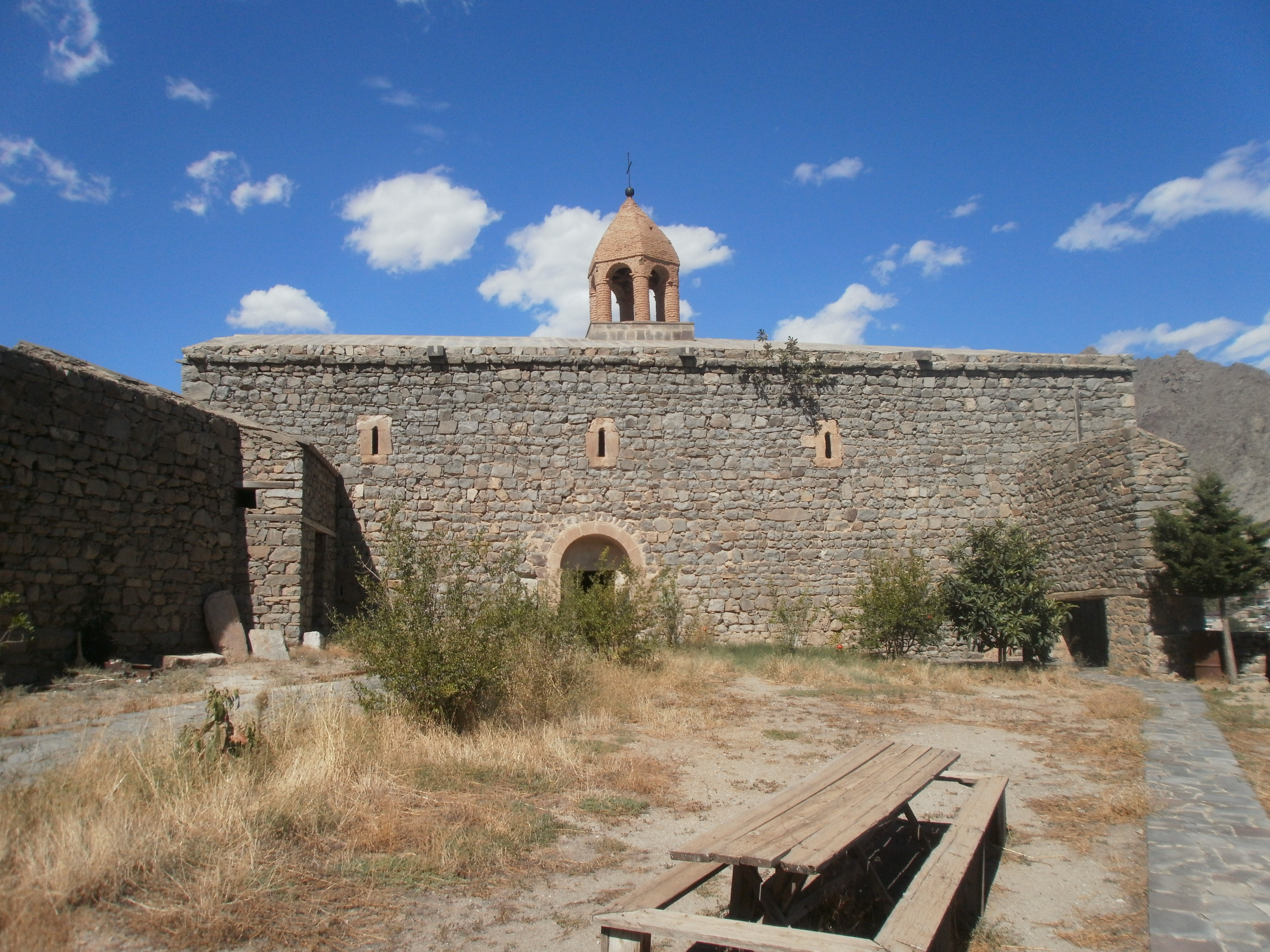
کلیسای سرکیس مقدس متعلق سده ۱۷ میلادی
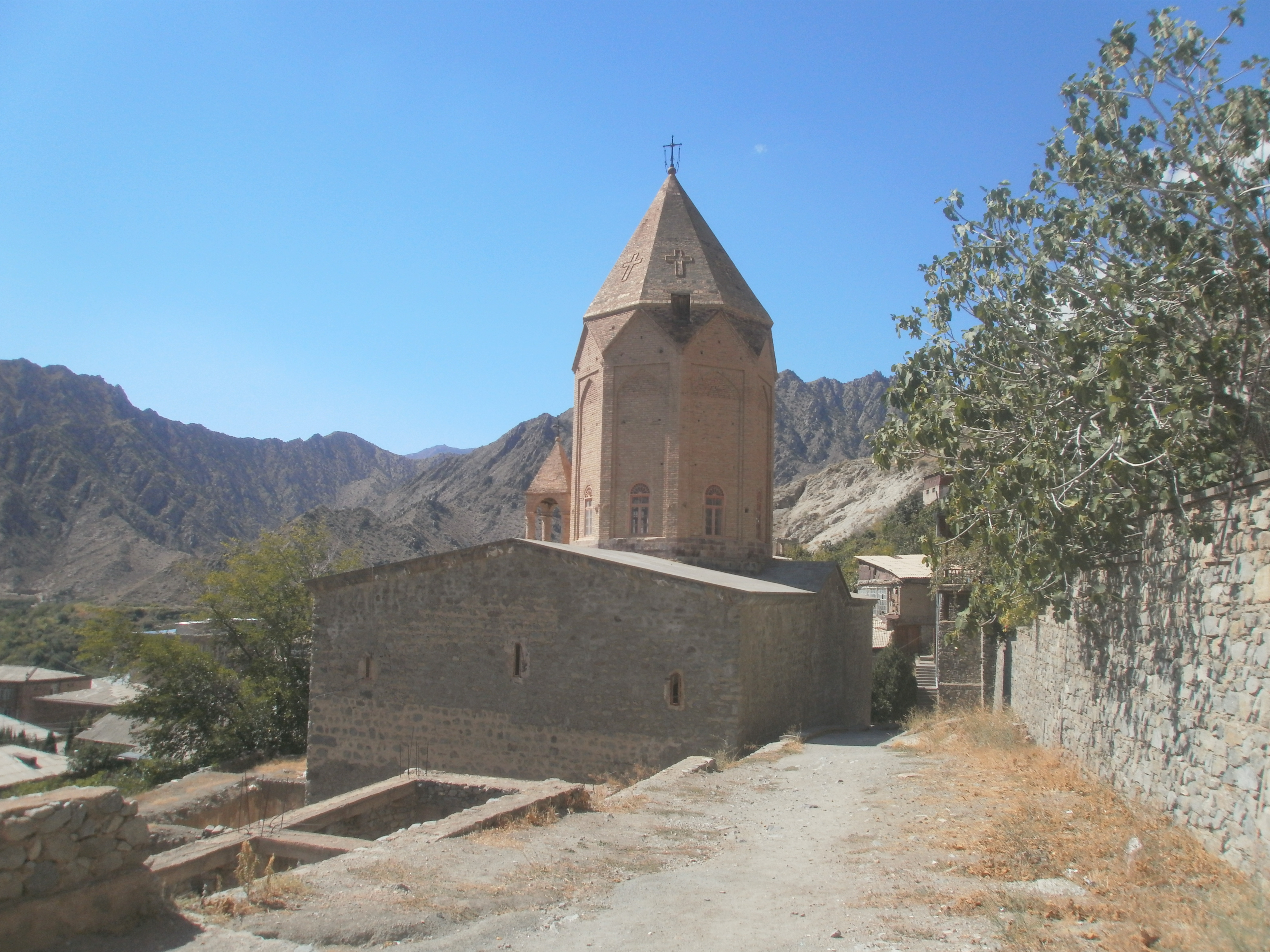
کلیسای مریم مقدس متعلق ۱۶۷۳ میلادی
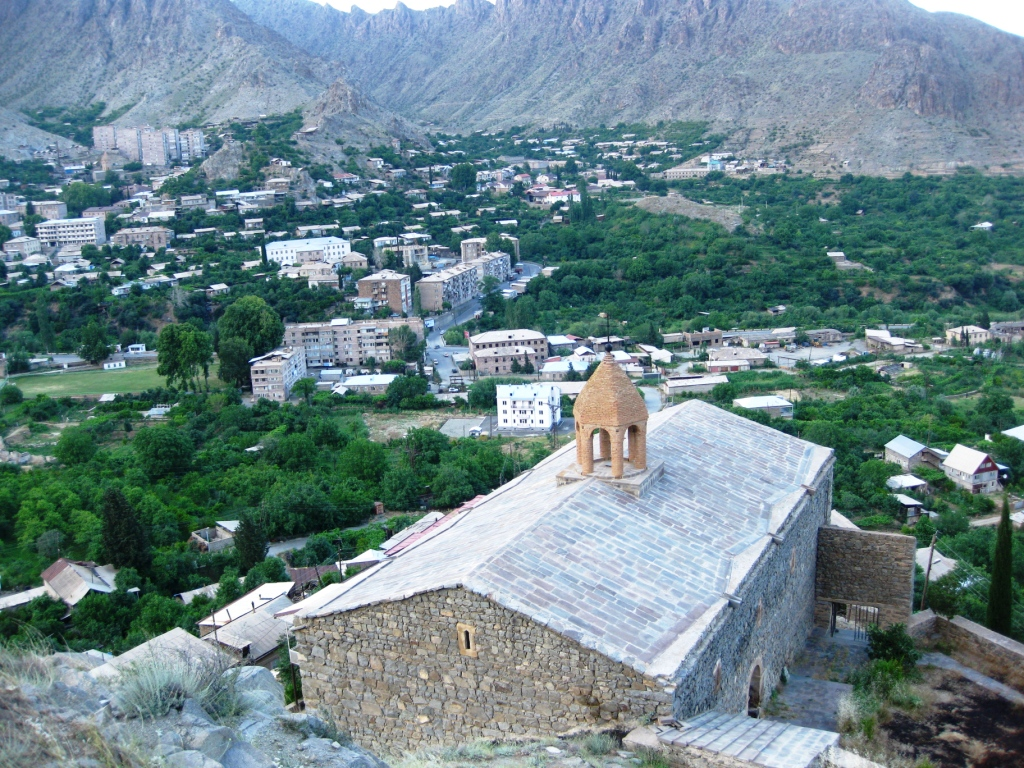
صومعه هوانس مقدس، سده ۱۷ میلادی